# Ian Pearson
Ian Phares Pearson (né le 5 avril 1959) est un homme politique du parti travailliste britannique qui est député de 1994 à 2010, représentant Dudley West de 1994 à 1997, puis Dudley South de 1997 jusqu'à sa retraite de la Chambre des Communes aux élections générales de 2010. Il est Secrétaire économique du Trésor de 2008 à 2010.

## Biographie
Pearson fait ses études au Balliol College, à Oxford (BA en philosophie, politique et économie) et à l'Université de Warwick (MA, PhD).
Après s'être présenté sans succès à Bexhill et Battle aux élections générales de 1983, Pearson entre au parlement pour Dudley West lors d'une élection partielle en décembre 1994, remportant un siège conservateur laissé vacant par la mort de John Blackburn en octobre de la même année ,.
Les changements de frontières l'ont amené à se présenter dans la circonscription nouvellement créée de Dudley South en 1997.
Pearson est Secrétaire parlementaire privé du payeur général Geoffrey Robinson de 1997 jusqu'à ce que Robinson soit contraint de démissionner en 1998. En 2001, il est revenu au gouvernement en tant que whip. En 2002, il rejoint le Bureau pour l'Irlande du Nord en tant que sous-secrétaire d'État parlementaire. Après les élections générales de 2005, il est promu ministre d'État au Commerce au ministère des Affaires étrangères et du Commonwealth.
Lors du remaniement de 2006, il est nommé ministre d'État chargé du changement climatique et de l'environnement au ministère de l'Environnement, de l'Alimentation et des Affaires rurales.
Le 29 juin 2007, Pearson devient ministre d'État au sein du nouveau ministère de l'Innovation, des Universités et des Compétences sous le secrétaire d'État John Denham . Pendant son séjour, il est critiqué pour n'avoir rien fait pour éviter que la crise de financement du Science and Technology Facilities Council ne frappe le Royaume-Uni. Dans le remaniement de Gordon Brown du 3 octobre 2008, Pearson est transféré au Trésor en tant que secrétaire économique, devenant également sous-secrétaire d'État parlementaire à l'économie et aux affaires. Lors du remaniement de juin 2009, Pearson conserve son rôle au Trésor, mais perd la compétence commerciale lorsque le département est absorbé pour créer le Ministère des Affaires, de l'innovation et des compétences.
Le 21 janvier 2010, Pearson annonce qu'il ne se présenterait pas aux Élections générales britanniques de 2010 .